# Pseudofilosofia
Pseudofilosofia consiste em deliberações que se disfarçam de filosóficas, mas são ineptas, incompetentes, deficientes em seriedade intelectual e refletem um compromisso insuficiente com a busca da verdade.

## Definições
O termo "pseudociência" já foi usado contra muitos alvos diferentes, incluindo:
- Para criticar dogmatismo em geral, "que se dissolve quando a filosofia incorpora o método científico"[2]
- Para criticar qualquer filosofia em geral que não atenda aos critérios analíticos ou positivistas[3]
- Para criticar escolas, tradições e sistemas filosóficos específicos:
  - Platonismo como "metafísica dogmática"[4][note 1]
  - Escolástica[5] e a Filosofia medieval[6]
  - Filosofia romântica[7][8], que se baseia no sentimento e na intuição, não no pensamento discursivo,[7] "desistindo da racionalidade"[8]
- Para criticar algumas formas de idealismo:
  - Idealismo alemão, [8] especialmente Hegel[9][note 2]
  - Filosofia continental[10][11][note 3]
  - Filosofia positivista[12]
- Para rotular visões de mundo políticas específicas inteiras como sendo ilógicas:
  - Marxismo[13]
  - Nazismo[14][15][16]
  - Objectivismo de Ayn Rand[17][18][note 4][20]
- Para criticar pseudo-ciências:
  - Darwinismo social[21]
  - Psicanálise[22][note 5][note 6]
- Para criticar algumas visões de mundo teístas:
  - Catolicismo[25][note 7]
  - Misticismo[26]
  - Espiritualidade moderna e o esoterismo[note 8]

Segundo Christopher Heumann, a pseudofilosofia tem seis características:
1. A preferência por especulações inúteis;
2. Apela apenas à autoridade humana;
3. Apelo à tradição em vez da razão;
4. Sincretiza filosofia com superstição;
5. Tem preferência por linguagem e simbolismo obscuros e enigmáticos;
6. É imoral.

De acordo com Michael Oakeshott, pseudofilosofia "é o teorizar que procede parcialmente dentro e parcialmente fora de um determinado modo de investigação".
Josef Pieper observou que não pode haver um sistema fechado de filosofia e que qualquer filosofia que afirma ter descoberto uma "fórmula cósmica" é uma pseudofilosofia. Nisso, ele segue Kant, que rejeitou a postulação de um "princípio mais alto" a partir do qual desenvolve o idealismo transcendental, chamando isso de pseudofilosofia e misticismo.
Nicholas Rescher, no The Oxford Companion to Philosophy acrescenta que o termo é particularmente apropriado quando aplicado a "aqueles que usam os recursos da razão para substanciar a alegação de que a racionalidade é inatingível em questões de investigação".

## História
O termo foi usado pela primeira vez no século 16 pelo humanista Mario Nizolio, que em 1553 publicou a obra De veris prinicpiis et vera ratioone philosophandi contra pseudophilosophos; essa fonte foi considerada tão importante por seu admirador Gottfried Wilhelm Leibniz que Leibniz a relançou em 1670 sob o nome "Antibarbarus Philosophicus".
Ernest Newman, um crítico de música inglês e musicólogo, que visava a objetividade intelectual em seu estilo de crítica, em contraste com a abordagem mais subjetiva de outros críticos, publicou em 1897 Pseudo-Philosophy at the End of the Nineteenth Century, uma crítica da escrita imprecisa e subjetiva.
Segundo Josef Pieper, para Pitágoras, a filosofia de Platão e Aristóteles é a busca humana "orientada para sabedoria tal como Deus a possui". Sugere que a filosofia inclua, em sua essência, uma orientação para a teologia. Pieper diz:

Algo está sendo expresso aqui que contradiz claramente o que na era moderna se tornou a noção aceita de filosofia; pois essa nova concepção de filosofia pressupõe que se desvencilhar da teologia, da fé e da tradição são uma característica decisiva do pensamento filosófico.